# 艾奧納 (印第安納州)
艾奧納（英語：Iona）是位於美國印第安納州諾克斯縣的一個非建制地區。該地的面積和人口皆未知。